# Chris Copeland
Christopher Stephen „Chris“ Copeland (* 17. März 1984 in Orange, New Jersey) ist ein US-amerikanischer Basketballspieler.

## Karriere
Der 203 cm große Power Forward begann in seiner Heimat an der Hermitage High School mit dem Basketball. Anschließend spielte Copeland in den Vereinigten Staaten für das Universitätsteam Colorado Buffaloes und die Fort Worth Flyers. 2007 wechselte er nach Europa, wo er kurzzeitig in der zweiten spanischen Liga für CB L'Hospitalet und anschließend in den Niederlanden für Matrixx Magixx Nijmegen
tätig war. Zur Saison 2008/09 schloss sich Chris Copeland dem deutschen Bundesligaverein TBB Trier an, wo er auf Anhieb zum Topscorer avancierte. Zur Saison 2010/11 wechselte er zum belgischen Erstligisten Okapi Aalstar. Dort spielte er bis 2012. Den Sommer verbrachte er in der NBA Summer League und spielte dort für das Team der New York Knicks. Diese gaben Copeland nach guten Auftritten einen nicht garantierten Vertrag für die Spielzeit 2012/2013. Dieser konnte von den Knicks vor Saisonbeginn noch wieder aufgelöst werden, um den Kader zu verkleinern, was aber nicht erfolgte. Copeland erzielte am 4. November 2012 seine ersten beiden Punkte in der NBA im Spiel der New York Knicks gegen die Philadelphia 76ers. Seine bisher höchste Punkteausbeute in der NBA betrug 33, die Copeland am 17. April 2013 gegen die Atlanta Hawks erzielte. Durch seine guten Leistungen bei den Knicks wurden auch weitere NBA-Teams auf Copeland aufmerksam. Zur Saison 2013/2014 erhielt Copeland mehrere Vertragsangebote und schloss sich schließlich bis 2015 den Indiana Pacers an. Nach Ablauf dieses Vertrages wechselte er im Sommer 2015 zu den Milwaukee Bucks. Im Februar 2016 wurde er aus seinem Vertrag entlassen.